# La Dôle
La Dôle é um cume da maciço do Jura no cantão de Vaud da Suíça e que culmina a 1 677 m, sendo assim depois do Mont Tendre o mais alto do Jura suíço.

## Situação
La Dôle, em cujo cimo se encontra o radar do aeroporto de Genebra, tem para Oeste vista sobre a cidade de Nyon, o lago Lemano assim como para a cadeia do Monte Branco.

## Esqui
Uma pequena estação de esqui, que fica para o face Oeste da montanha, faz parte do domínio Saint-Cergue/La Dôle.

## Galeria

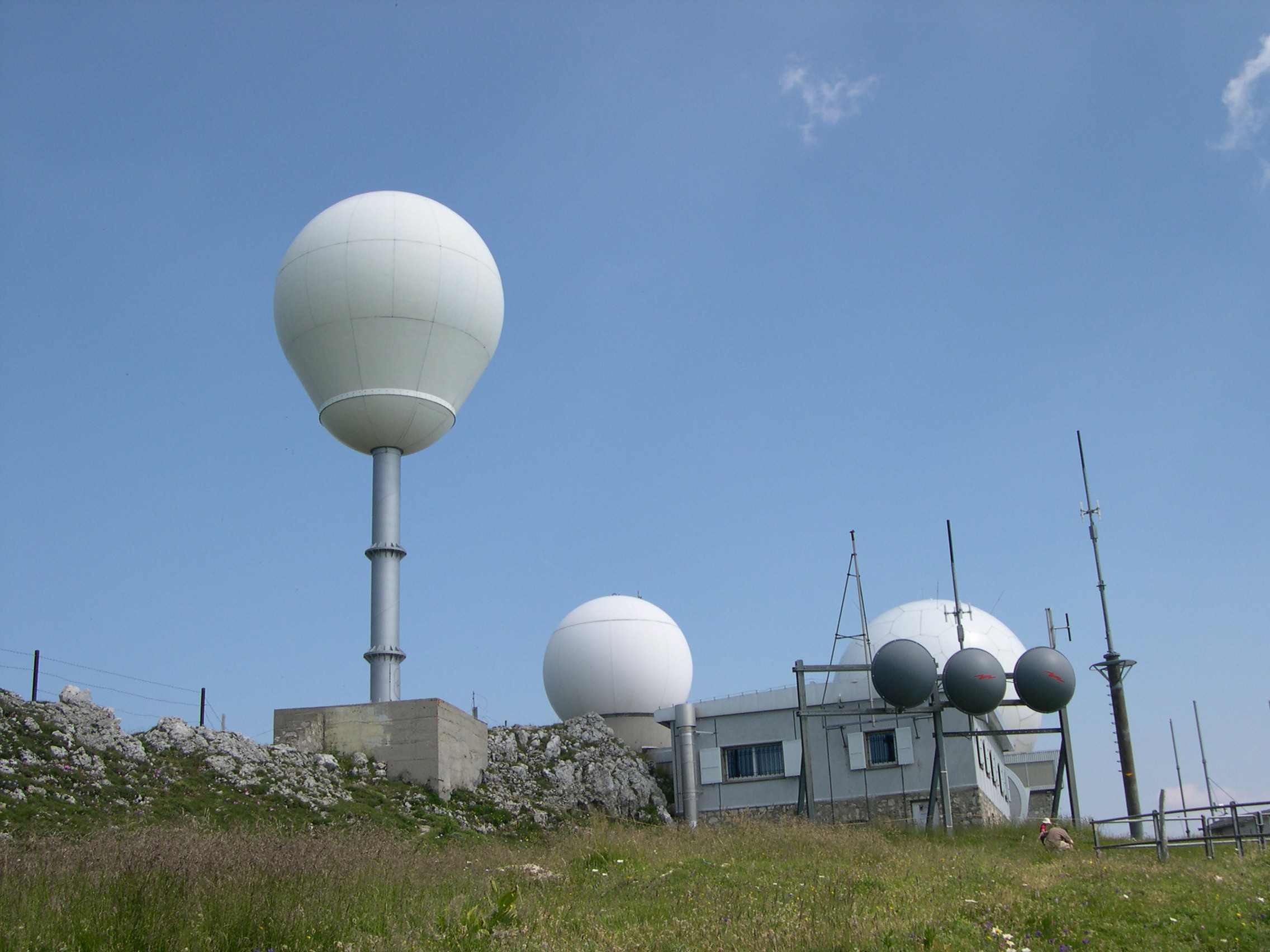
Radar na Dôle do serviço fr:Skyguide
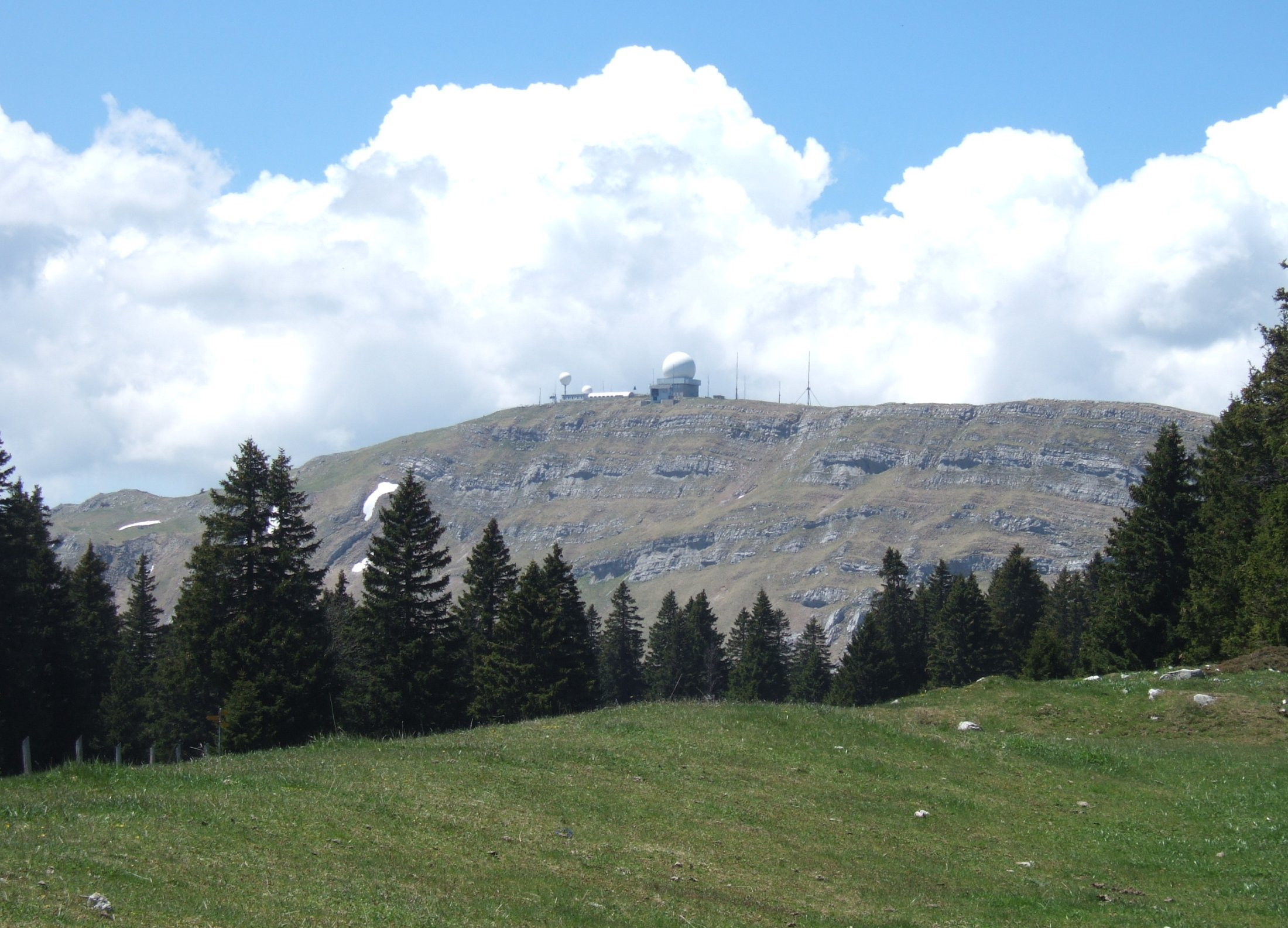
A Dôle vista da Barillette